# Économie des Pyrénées-Orientales

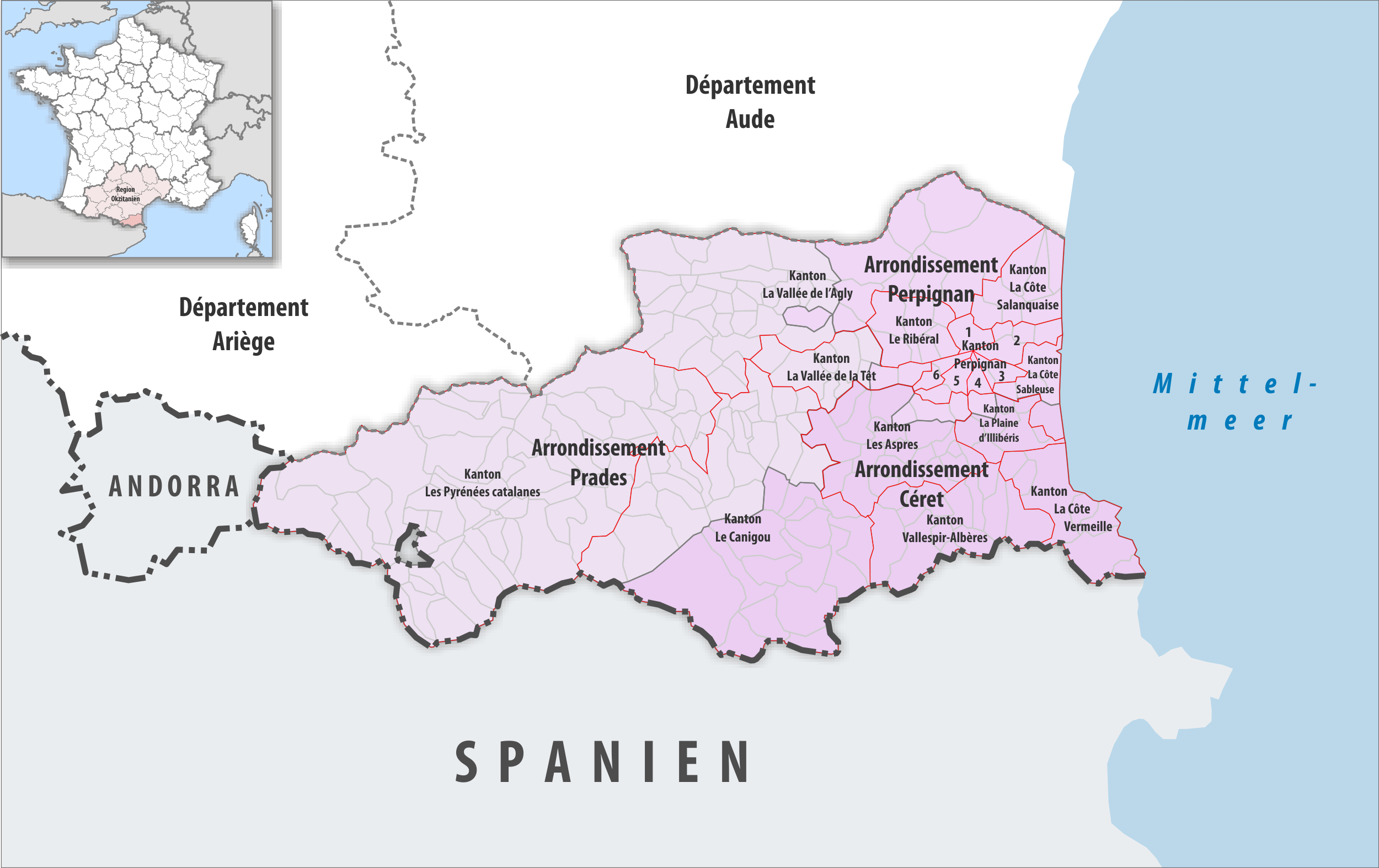
Carte du département

L'économie des Pyrénées-Orientales est très liée à sa situation géographique, source de ses faiblesses et de ses potentialités.
Son économie est structurée autour de trois secteurs principaux: l'agriculture, l'industrie et les services notamment grâce au tourisme.
Longtemps à la marge[précision nécessaire]  du territoire français, les Pyrénées-Orientales se sont retrouvés en position naturelle de carrefour des échanges entre l'Europe et l'Espagne. Avec le développement de plus en plus affirmé de Barcelone et de la Catalogne, sa position devient plus avantageuse, et le département se transforme en pôle d'attraction.
Souvent considérés comme une région essentiellement agricole, les Pyrénées-Orientales ont développé depuis longtemps[précision nécessaire] des services performants liés à la logistique, et au tourisme. L'industrie se spécialisant sur l'électronique industrielle, la mécanique et la plasturgie.
Malgré tout, le taux de chômage du département reste le plus élevé de France en 2013. Il est de 15,5 % en juillet 2013.

## L'agriculture dans les Pyrénées-Orientales
En 2017, la surface agricole utile (SAU) des exploitations agricoles du département représente 75 100 ha, soit 2,4 % de la SAU de la région Occitanie, pour un total de 3 593 exploitations, soit 5 % des exploitations de cette même région.
Le secteur agricole emploie en 2017 un total de 22 045 personnes, dont 3 040 en CDI et 19 045 en CDD, pour un total de 138,8 millions d'euros de salaires versés.

### Fruits et légumes
Dans le département en 2017, la surface en production est de 5 550 ha pour les vergers et de 1 650 ha pour les légumes.
| 1750  | 1828  | 1830  | 1849  | 1854  | 1855  | 1859  | 1869  | 1885  | 1888  | 1889  | 1890  | 1892  | 1893  | 1894  | 1909  | 1910  | 1911  |
| ----- | ----- | ----- | ----- | ----- | ----- | ----- | ----- | ----- | ----- | ----- | ----- | ----- | ----- | ----- | ----- | ----- | ----- |
| 972   | 1916  | 3000  | 3300  | 5412  | 3837  | 4500  | 6325  | 4114  | 5120  | 7678  | 6079  | 7855  | 7149  | 7676  | 16613 | 16671 | 15984 |
| 1912  | 1913  | 1914  | 1915  | 1916  | 1917  | 1925  | 1926  | 1927  | 1928  | 1929  | 1930  | 1931  | 1932  | 1933  | 1934  | 1935  | 1936  |
| 19844 | 20255 | 16311 | 13150 | 24993 | 20671 | 45000 | 50500 | 56500 | 63100 | 68900 | 62500 | 73000 | 70506 | 43545 | 65630 | 61865 | 49372 |

### Viticulture
Le département compte en 2017 2 350 vignerons. La surface en production est de 23 200 ha. Le ratio est passé de 987 000 hectolitres en 2011 à 604 000 en 2016.

### L’oléiculture
L'olivier sauvage est présent dans la région depuis le pliocène. Des vestiges découverts à Salses-le-Château et à Corbère-les-Cabanes montrent que des arbres étaient déjà taillés au néolithique. L'arrivée des Grecs dans l'Antiquité amène de nouvelles variétés et un savoir-faire. L'occupation par les Romains de la Gaule narbonnaise dès le IIe siècle av. J.-C. met momentanément un coup d'arrêt à cette production, les cultures de la vigne et de l'olive étant interdites afin de ne pas concurrencer les producteurs transalpins. Malgré tout la tradition se perpétue et la culture se développe à l'ère moderne, à tel point qu'en 1848 le département des Pyrénées-Orientales est classé premier département de France pour la production d'huile d'olive. Déclinant par la suite en raison de la meilleure rentabilité des vignes, l'épisode de gel extrême de 1956 condamne la filière pour plusieurs décennies. Elle repart progressivement à la hausse depuis la fin du XXe siècle.

## L'accompagnement public dans les Pyrénées-Orientales
Une grande partie de l'aide publique à l'économie des Pyrénées-Orientales se structure autour d'une administration principale, le Conseil départemental des Pyrénées-Orientales, ainsi que de la Chambre de commerce et d'industrie de Perpignan et des Pyrénées-Orientales, de la région Occitanie, de l'État, de l'Union européenne, ainsi que des 226 communes du département.
L'action du Conseil général se compose de quatre grands programmes d’intervention:
- Accompagner la création et le développement des entreprises[8]
- Aménager et développer les plateformes économiques et infrastructures majeures du département[9]
- Encourager les initiatives économiques solidaires[10]
- Accompagner le développement et la structuration de l’offre touristique[11],[12]

## Les grandes plateformes économiques des Pyrénées-Orientales

### L’espace Entreprises Méditerranée
La zone est située sur la commune de Rivesaltes. Le camp de Rivesaltes borde les limites Est et Nord-Est de la zone industrielle. La superficie est d'environ 120 hectares.
La société NobelClad (groupe Dynamic Materials), assemble par explosion, différents métaux qui peuvent difficilement être soudés entre eux. Un vaste parc de voitures neuves des sociétés Gefco et Wallon France est présent, ainsi qu'un CAT, un centre de formation AFPA et aussi une fabrique de matériels de cave (Buscher-Vaslin). Une ferme de huit éoliennes (société GEG) fournissant 7600 kilowatts y est également présente. Un pôle agroalimentaire de 15 hectares est en cours de développement. Sur la même commune, la société Syntek (N°2 mondial du bouchon synthétique) a installé sa principale usine.

### Le port de commerce de Port-Vendres
Avec une position géographique privilégiée dans le bassin méditerranéen (port français le plus proche du Nord de l'Afrique), des équipements spécialisés, une main d'œuvre fiable et qualifiée, des coûts de passage portuaire compétitifs, le port de commerce de Port-Vendres dispose d'avantages de premier ordre pour traiter les trafics de marchandises diverses et plus particulièrement de fruits et légumes ; plus de 200 000 tonnes de produits par an pour lesquels sa grande compétence est reconnue dans le monde entier. 
La proximité du "Marché Saint-Charles International" fait de Port-Vendres le port maritime le mieux placé pour l'entrée dans l'Union européenne de fruits et légumes en provenance des pays du bassin méditerranéen : Maroc, Égypte, Chypre et des producteurs plus éloignés : Afrique occidentale, Amérique du Sud, Afrique du Sud,,

#### Chiffre d'affaires
L'activité du port a généré 45 millions d'euros de chiffre d'affaires en 2008. La pêche arrive en tête avec 30 millions d'euros, suivie par l'activité commerciale avec 12 millions d'euros et la plaisance avec 3 millions d'euros.

#### L'emploi par activité
Le port "pèse" 610 emplois directs ainsi répartis : 300 pour le commerce, 270 pour la pêche et 40 pour la plaisance.

#### Le fret fruitier
En 2008, le fret fruitier s'est élevé à 350 463 tonnes, soit une augmentation de 19 % par rapport à 2007 (293 696 tonnes) et 181 % par rapport à 2001 (124 675 tonnes).

#### Conteneurs
21 289 mouvements de conteneurs ont été enregistrés dans le port en 2008. L'activité est en augmentation de 67 % par rapport à 2007 (12 708 mouvements) et 297 % par rapport à 2001 où seulement 888 mouvements étaient comptabilisés.

#### Un coût de passage compétitif
À partir d'une base 100, il est possible d'établir un comparatif entre le coût de passage à Port-Vendres et certains de ses concurrents du pourtour méditerranéen. Ainsi, pour "100" demandé à Port-Vendres, il est demandé "120" à Tarragone et "140" à Marseille. Ceci pour démontrer que Port-Vendres est un port compétitif sur le plan tarifaire.

#### Types de bateaux
Les futures installations permettront d'accueillir tous les bateaux de type Navire frigorifique (REEFER) (155 à 160 m de long et d'un tirant d'eau de 8,50 m), un tiers de la flotte des Porte-conteneurs (FEEDER) (bateaux transportant des conteneurs) ainsi que tous les rouliers de type RORO (pour l'embarquement des camions) et Ro-pax (qui transportent des camions, des voitures ainsi que des passagers).

## Les infrastructures majeures des Pyrénées-Orientales

### Le réseau routier
Le réseau routier est principalement lié à cinq principaux axes :
- Autoroute A9 (E15) : Elle traverse le département du Nord au Sud, de l'Aude à l'Espagne. L'autoroute A9 est la troisième plus importante de France, elle commence à Orange et finie au Perthus. Il y a trois sorties : Perpignan Nord, Perpignan Sud, Le Boulou. Le village catalan est la dernière aire de service en France avant l'Espagne. Le dédoublement de l'autoroute en 2x3 voies est en cours et ce, jusqu'en 2015 normalement.
- Départementale 900 (Anciennement Nationale 9): Elle commence à la limite de l'Aude pour terminer sa course en Espagne en passant par Perpignan. Elle devient 2x2 voies à partir de l'échangeur du péage Nord jusqu'à l'entrée de Perpignan. Là, elle devient une des principales artères de la ville pour ensuite finir dans le village du Perthus. Elle longe l'autoroute A9 tout le long de son parcours.
- Nationale 116 : Elle part de Perpignan (Saint-Charles) pour rejoindre la montagne (Bourg-Madame, Font-Romeu, etc.). C'est une voie express de Perpignan jusqu'à Bouleternère.
- Départementale 115 : Elle part du Boulou pour rejoindre le Canigou en passant par la sous-préfecture (Céret).
- Départementale 914 : Elle part de Perpignan pour rejoindre l'Espagne en passant par Elne, Argelès-sur-Mer, Collioure, Port-Vendres et Cerbère. Elle est très fréquentée l'été par les touristes qui rejoignent les nombreux campings d'Argelès et les sites touristiques de Collioure, par exemple.
Il existe encore de très nombreux axes secondaires mais assez fréquentés, comme par exemple la D612 qui rejoint Thuir et Elne ou encore la D617 qui rejoint Perpignan et Canet-en-Roussillon.

### Le réseau ferré
La principale gare liée au transport de marchandises dans les Pyrénées-Orientales est la gare du Boulou, terminus de l'autoroute ferroviaire Le Boulou - Bettembourg (Luxembourg). Les trains de fret effectuent les 1 045 km de cet axe nord-sud à travers l'Europe en quinze heures. L'aller-retour a lieu quatre fois par jour et sept jours sur sept. Les rames affichaient un taux de remplissage de 95 % au 1er trimestre 2012.
| 2010   | 2011   |
| ------ | ------ |
| 24 500 | 36 800 |

| 2009  | 2010  | 2011   |
| ----- | ----- | ------ |
| 1 263 | 8 386 | 13 455 |